# Alecia McKenzie
Alecia McKenzie (Kingston, 1960) è una scrittrice, giornalista e poetessa giamaicana.

## Biografia
Nata e cresciuta a Kingston, la McKenzie, quando è ancora alle scuole superiori, comincia a scrivere poesie per due giornali locali, The Gleaner e The Star. Frequenta l'Alpha Academy di Kingston, la Troy University in Alabama e la Columbia University, dove studia lingue straniere, arte e giornalismo. Per quanto preferisca la scrittura alla pittura, quest'ultima è spesso presente nelle sue opere, sotto forma di ampie e dettasgliate descrizioni. Pubblica nel 1992 la sua prima raccolta di racconti brevi, Satellite City, vincitore del premio regionale Commonwealth Writers Prize per la migliore opera d'esordio. L'opera è stata tradotta in olandese, polacco, italiano (Punto, Luciana Tufani Editrice, Ferrara, 1997) e, parzialmente, in spagnolo. Risale al 1998 la sua seconda raccolta, Stories From Yard, tradotto in italiano (Racconti Giamaicani, Luciana Tufani Editrice, Ferrara, 2001), ma non in inglese. Negli anni, la McKenzie si cimenta anche nella letteratura per ragazzi: pubblica, nel 1995, il romanzo When the Rain Stopped in Natland (1995), adottato come libro di lettura in molti programmi scolastici, e, nel 2005, il libro d'avventure e giallo Doctor's Orders. Il suo ultimo romanzo è Sweetheart, vincitore, nel 2012, del Commonwealth Writers Prize. I suoi racconti sono stati pubblicati in diverse riviste letterarie, quali The Malahat Review, Deus Ex Machina, Kunapipi e The Journal of Caribbean Literatures. Come giornalista, ha scritto diversi articoli dai temi più diversi, che sono stati pubblicati dalle più importanti testate americane ed europee. Ha, inoltre, lavorato per il Wall Street Journal/Europe (1986-1988) e per l'InterPress Service (1992-1995). Sposata e con due figli, la McKenzie ha vissuto a Bruxelles (1985-1998), dove ha insegnato scrittura creativa e giornalismo presso la Vrije Universiteit, a Londra (1998-2000) e a Singapore. Attualmente, vive con la famiglia a Parigi, pur facendo frequente ritorno in Giamaica.

## Opere
- Satellite City, Longman, 1992 (Punto, Luciana Tufani Editrice, Ferrara, 1997)
- When the Rainn Stopped in Natland, Longman, 1995
- Stories From Yard, Peepal Tree Press, 1998 (Racconti Giamaicani Luciana Tufani Editrice, Ferrara, 2001)
- Doctor's Orders, Heinemann, 2005
- Sweetheart, Peepal Tree Press, 2012